# Bailables n.º 8
Bailables № 8, es el décimo sexto álbum del arpista Hugo Blanco y su Conjunto, grabado en 1971 y el octavo volumen de esta serie "Bailables". Las composiciones elaboradas todas especialmente por el compositor venezolano, hacen un verdadero cambio en lo que respecta al ritmo tradicional "orquídea", con arreglos electrónicos. Se ve reflejado en los dos éxitos de esta producción: "Calypso con Arpa" y "Luces de Caracas".

## Pistas
| N.º | Canción                                                   | Duración |
| --- | --------------------------------------------------------- | -------- |
| 1.  | "Calypso con Arpa" Hugo Blanco                            |          |
| 2.  | "Medialuna" Hugo Blanco                                   |          |
| 3.  | "Enamorada" Hugo Blanco                                   |          |
| 4.  | "En Mi Pueblo, los Niños ya no Pintan Flores" Hugo Blanco |          |
| 5.  | "Don Pascual" Hugo Blanco                                 |          |
| 6.  | "El Gigante" Hugo Blanco                                  |          |
| 7.  | "Luces de Caracas" Hugo Blanco                            |          |
| 8.  | "Muchacha Trinitaria" Hugo Blanco                         |          |
| 9.  | "Agüita de Rosas" Hugo Blanco                             |          |
| 10. | "Casa Colonial" Hugo Blanco                               |          |
| 11. | "El Vendedor de Flores" Hugo Blanco                       |          |